# Cypraeovula
Cypraeovula là một chi ốc biển, là động vật thân mềm chân bụng sống ở biển trong họ Cypraeidae, họ ốc sứ.

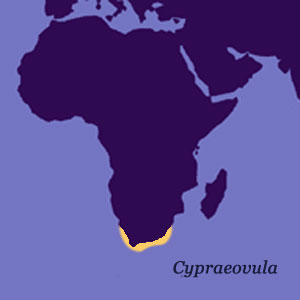
Bản đồ phân bố của chi Cypraeovula

## Các loài
Các loài và phân loài thuộc chi Cypraeovula bao gồm, theo Cơ sở dữ liệu sinh vật biển:
- Cypraeovula alfredensis Schilder & Schilder 1929
  - Cypraeovula alfredensis transkeiana Lorenz, 2002
- Cypraeovula algoensis Gray[4]
- Cypraeovula amphithales Melvill[5]
- Cypraeovula capensis (Gray, 1828)
- Cypraeovula castanea (Higgins, 1868)[6]
  - Cypraeovula castanea latebrosa Swarts & Liltved, 2000
  -  Cypraeovula castanea malani Lorenz & Bruno de Bruin, 2009
- Cypraeovula colligata Lorenz,[7]
- Cypraeovula connelli
  - Cypraeovula connelli peelae Lorenz, 2002
- Cypraeovula coronata
  - Cypraeovula coronata debruini Lorenz, 2002
- Cypraeovula edentula Gray[8]
- Cypraeovula fuscodentata [9]
  - Cypraeovula fuscodentata grohorum Lorenz, 2002
  - Cypraeovula fuscodentata sphaerica Lorenz, 2002
- Cypraeovula fuscorubra Shaw[10]
- Cypraeovula immelmani Liltved, 2002[11]
- Cypraeovula kesslerorum Lorenz, 2006[12]
- Cypraeovula volvens Fazzini & Bergonzoni, 2004[13]